# Průmyslová špionáž
Průmyslová špionáž je obor lidské činnosti provozovaný státními organizacemi, komerčními subjekty či jednotlivými osobami za účelem získání utajovaných informací z oblasti průmyslových technologií, finančnictví a dalších oborů a jejich následného využití pro vlastní prospěch.
Pro účely průmyslové špionáže jsou zakládány specializované zpravodajské služby a to ať už působící samostatně (např. izraelský Lakam) nebo jako jedna ze součástí zpravodajské služby (československá vědeckotechnická rozvědka VTR jako součást I. správy MV (zahraničně politická rozvědka) ČSSR. Kontrarozvědné služby všech zemí ale zároveň vytvářejí organizace, které mají na starosti ochranu vlastních průmyslových a ekonomických zájmů.

## Historie
Motivem jednoho z prvních popsaných pokusů o průmyslovou špionáž (a zároveň vytváření opatření na obranu proti ní) bylo odhalení tajemství výroby čínského přírodního hedvábí. S rozvojem zbraňových systémů začátkem 20. století byly zaznamenány např. pokusy o krádeže technologií výroby dalekonosných děl. Před II. světovou válkou bylo zvýšeným používáním průmyslové špionáže známé Japonsko (např. technologie na výrobu pancéřové oceli). Od začátku 30. let působilo ve Velké Británii (zpočátku jako soukromá organizace, od roku 1935 již jako součást státních struktur) zpravodajské středisko shromažďující dostupné informace z oblasti lodního, zbrojařského, leteckého, chemického aj. průmyslu a výzkumu ve střední a východní Evropě. Po skončení II. sv. války byli za účelem získání vědeckých poznatků poraženého Německa verbováni vítěznými mocnostmi vědci zejména z oblasti raketové a letecké techniky.
S bipolarizací světa a vznikem tzv. Studené války došlo k dalšímu nárůstu snah o získávání informací z tábora protivníka. Významnou roli zde sehráli tzv. atomoví špióni – vědci (např. Julius Rosenberg), kteří z amerických laboratoří pro vývoj atomových technologií (zejména zbraní) předávali informace o nových poznatcích Sovětskému svazu. Zájem východoevropských zpravodajských služeb se však soustřeďoval také na jiné vojenské technologie – řízení protivzdušné obrany, radarové technologie, chemické a bakteriologické zbraně aj. Od druhé poloviny 50. let 20. století se zvýšil zájem Východu o technologie užívané v chemickém, elektrotechnickém či strojírenském průmyslu (výroba nadzvukových dopravních letadel), později též v kybernetice a výpočetní technice.
Od konce 60. let 20. století začal fungovat americký systém Echelon, který sloužil k odposlechu elektronické komunikace. Díky němu byly USA a Velká Británie schopny zachytávat a dešifrovat mj. komunikaci mezi firmami (a to i spojeneckých zemí) a získané informace využívat ve prospěch svých firem. Podobný systém odposlechů měly SSSR a Čína, v menší míře např. Francie (tzv. Frenchelon).
Rozvoj výpočetní techniky vedl v průběhu 90. let 20. století k prudkému rozmachu průmyslové špionáže: docházelo k "výměnám" tajemství nejen mezi zeměmi, ale i mezi firmami působícími často v jedné zemi. Na volném trhu se objevily do té doby embargované pomůcky pro odposlech a sledování.

## Rozdělení
K průmyslovým špionážím mohou být využívány:
- lidské zdroje (HUMINT) – spolupracovníci, kteří přijdou do styku s utajovanými skutečnostmi (vědečtí pracovníci, technický personál apod.)
- technické pomůcky – záznamové techniky, odposlechy komunikací všech druhů, pronikání do technických prostředků protivníka (výpočetní technika)

Podle původce rozlišujeme špionáž:
- průmyslovou – obvykle provozovanou státními institucemi
- firemní (též korporátní) – prováděnou zpravidla firmami a zasahující obvykle konkurenční podnik

## Průmyslová špionáž v Československu
Prováděním průmyslové špionáže se v Československu systematicky zabývala vědeckotechnická rozvědka (VTR) jako součást Zahraničně politické rozvědky, v oblasti zbraňových systémů pak ZS/GŠ. VTR měla umístěné své důstojníky pod diplomatickým krytím v řadě zemí, zejména rozvinutých západních. Snažila se získávat spolupracovníky a informátory ve vědeckých institucích i firmách zabývajících se vývojem a výrobou v ekonomicky zajímavých oborech. Důležitým faktorem v činnosti VTR byla podřízenost čs. zpravodajských služeb sovětským zpravodajským službám. Z tohoto důvodu všechny získané informace putovaly do centrál KGB a GRU (někteří bývalí zpravodajští důstojníci ale tvrdí, že část získaných vědeckých či ekonomických informací, které dokázal využít československý průmysl, byly do Moskvy předávány bez podrobností nebo vůbec). Díky narůstajícímu zaostávání Východu za Západem docházelo v 70. a 80. letech k situacím, kdy získaný špičkový materiál nemohl být využit – jednak ve východní Evropě scházeli odborníci schopní uvést jej do praxe, jednak chyběla znalost mezikroků, které vedly k vytvoření technologie.
K nejvýznamnějším úspěchům VTR patřilo získání:
- dokumentace o motorech a podvozku vyvíjeného britskofrancouzského nadzvukového letadla Concorde v 60. letech (ZS/GŠ zase získala dokumentaci o draku Concorda). Díky této dokumentaci později SSSR vyráběl Tu-144 (posměšně nazývaný Concordovič).
- 80 % veškerých informací potřebných k sestrojení prvních československých počítačů[4]
- virulentních kmenů záškrtu, zápalu plic a chřipky[4], a řady podrobných poznatků o viru HIV
- dokumentace k výrobě hliníku, barevných obrazovek pro televizory či k automatizaci chemických provozů[4]

## Ochrana před průmyslovou špionáží
Ztráta klíčových či důležitých vědeckotechnologických informací na národní úrovni může v krajním případě znamenat i ohrožení obranyschopnosti země. Na úrovni firem a podniků jsou takové ztráty vyčíslitelné v penězích, ale mnohdy znamenají vážné problémy v konkurenčním prostředí či dokonce krach.
Samotná ochrana před průmyslovou špionáží se dělí na
- vnitřní: vytváření vnitřních norem pro nakládání s citlivými daty, kontrola pohybu zaměstnanců v prostorách firmy, práce ve zvláštním režimu.
- vnější: fyzické střežení objektů před nepovolanými osobami, technologické zabezpečení vnitřních sítí před neautorizovanými průniky z vnějších sítí

## Nejznámější případy
- získání počítačů IBM Sovětským svazem, jejichž vývoz do socialistických států byl zakázán[5]
- obvinění Volkswagenu Opelem z průmyslové špionáže poté, co VW přijal bývalého manažera Opelu, který při odchodu odcizil dokumentaci pro výrobu malých automobilů[6]
- prostřednictvím monitorovací sítě Echelon získávají USA řadu ekonomických a obchodních informací, z nichž profitují převážně americké firmy – zároveň však jsou americké firmy nejčastějšími cíli průmyslové špionáže, a to i ze strany spojenců, např. Francie[7]